# Triphosa latiplaga
Triphosa latiplaga är en fjärilsart som beskrevs av Inoue 1976. Triphosa latiplaga ingår i släktet Triphosa och familjen mätare. Inga underarter finns listade i Catalogue of Life.